# Eberswalder Kanaldeutsch
Kanaldeutsch, insbesondere Eberswalder Kanaldeutsch (Eberswalde) oder Finower Kanaldeutsch (Finow, Ortsteil von Eberswalde), bezeichnet die im Finowtal bzw. dem ehemaligen Kreis Eberswalde sowie in angrenzenden Teilen der Uckermark und des Oderlandes gesprochene Varietät des Berliner Dialektes. Die Bezeichnung geht möglicherweise auf den Finowkanal und den dadurch geförderten Austausch mit dem Berliner Dialekt zurück, und bezieht sich auf den Gegensatz zwischen diesem und dem Schuldeutschen einerseits, sowie dem Märkischen Platt andererseits. Der Begriff findet unter anderem Anwendung auf die lokale Umgangssprache von Schwedt, der Uckermark, Wriezen und Bad Freienwalde (Oder), wird überregional jedoch vor allem mit Eberswalde verbunden. Ende der 1980er Jahre bezeichnete „Kanaldeutsch“ ein als schlecht empfundenes Plattdeutsch, das als eine niedere Eberswalder Stadtsprache angesehen wurde. In jüngerer Zeit wird der Begriff jedoch überwiegend positiv verwendet.
Das Eberswalder Kanaldeutsch unterscheidet sich vom Berlinischen unter anderem darin, dass es neben dem Berlinischen Artikel det „das“ den uckermärkischen Artikel dat bewahrt hat.
Eine typische Eberswalder Ausdrucksform ist die häufige Verwendung des Wortes '-mäßig' in verschiedenen Verbindungen (Beispiele: geldmäßig [jeltmäßich], zeitmäßig [zeitmäßich]). Haste nicht ein deibelmäßiges Glück.
Besonderheiten im Satzbau
- hätts'te konnt jesacht ham – das hättest Du sagen können[1]
- haben sich se – haben sie sich[1]
- Weiterhin wird häufig das Wort „damit“ anstelle von „dass“ gebraucht (zum Beispiel „Ich weiß, dass das falsch ist!“ [Ick weeß damit det/dat/dit falsch iss]).

## Interpreten
Bekannte Interpreten, die auch Lieder in Eberswalder Mundart vortragen, sind die Schwärzefüße.